# 後の雛
後の雛（のちのひな）は、8月1日また9月9日に飾られる雛人形、またそれを飾る江戸時代の慣わしである。

## 概要
春3月3日のひな祭りに飽きたらず、秋の節句にも雛人形を飾ったものである。江戸時代、おそらく貞享、元禄年間に始まるのであろうという。正徳年間のことについて、「滑稽雑談」に、「今また九月九日に賞す児女多し、俳諧これを名付けて後の雛とす」、「入子枕」に、「二季のひゝなまつり、今も京難波には後の雛あるよしなれど、三月の如くなべてもてあつかふにはあらずとなむ、播州室などには八朔に雛を立るとぞ」とある。また、「続五元集」に、「ひゝなかざりて伊勢の八朔」という句がある。9月の重陽の節句、8月朔日などに行なわれたが、3月のひな祭のように一般に行なわれたのではなく、またいつしか廃されたらしい。
近年になって、一般社団法人日本人形協会を中心とした重陽の節句及び後の雛の復古活動が行われている。
戦国時代の1566（永禄9）年1月、播磨国室山城主の家に黒田官兵衛の妹ともいわれる姫が嫁いできた夜、対立関係にあった龍野城主赤松政秀に急襲され、花嫁も奮戦したが討ち死にした。地区では鎮魂のため、3月3日のひなまつりを旧暦8月1日の八朔まで延ばしたとされる。戦後途絶えていたが、活かす会が復活させた。これを八朔ひな祭りと呼び、毎年、たつの市立室津海駅館、室津民族館や民家などで、展示を行っている。